# Marathon van Honolulu 2014
De marathon van Honolulu 2014 vond plaats op 14 december 2014 in Honolulu. Het was de 42e editie van deze marathon.
Bij de mannen won de Keniaan Wilson Chebet in 2:15.35. Hij bleef hiermee landgenoot Paul Kipchumba een kleine halve minuut voor en won hiermee $ 40.000 aan prijzengeld. Bij de vrouwen won Joyce Chepkirui de wedstrijd met een finishtijd van 2:30.23. Ook zij streek dit bedrag aan prijzengeld op.
In totaal finishten er 21.826 marathonlopers, waarvan 11.513 mannen en 10.313 vrouwen.

## Uitslagen

### Mannen
| rang   | naam              | land | tijd    |
| ------ | ----------------- | ---- | ------- |
| Goud   | Wilson Chebet     | KEN  | 2:15.35 |
| Zilver | Paul Kipchumba    | KEN  | 2:16.04 |
| Brons  | Abraha Gebresadik | ETH  | 2:16.27 |
| 4      | Benjamin Kiptoo   | KEN  | 2:16.37 |
| 5      | Yemane Adhane     | ETH  | 2:17.54 |
| 6      | Nicholas Chelimo  | KEN  | 2:17.59 |
| 7      | Taku Harada       | JPN  | 2:27.26 |
| 8      | Julius Arile      | KEN  | 2:28.23 |
| 10     | Eric Kibet        | KEN  | 2:34.20 |

### Vrouwen
| rang   | naam                 | land | tijd    |
| ------ | -------------------- | ---- | ------- |
| Goud   | Joyce Chepkirui      | KEN  | 2:30.23 |
| Zilver | Lisa-Christina Nemec | CRO  | 2:31.35 |
| Brons  | Isabella Ochichi     | KEN  | 2:32.22 |
| 4      | Valentina Galimova   | RUS  | 2:32.26 |
| 5      | Woinshet Girma       | ETH  | 2:33.20 |
| 6      | Ehitu Kiros          | ETH  | 2:36.57 |
| 7      | Diane Nukuri         | BDI  | 2:37.11 |
| 8      | Sara Kiptoo          | KEN  | 2:43.51 |
| 9      | Eri Suzuki           | JPN  | 2:47.01 |
| 10     | Eri Okubo            | JPN  | 2:52.37 |

1973 ·
1974 ·
1975 ·
1976 ·
1977 ·
1978 ·
1979 ·
1980 ·
1981 ·
1982 ·
1983 ·
1984 ·
1985 ·
1986 ·
1987 ·
1988 ·
1989 ·
1990 ·
1991 ·
1992 ·
1993 ·
1994 ·
1995 ·
1996 ·
1997 ·
1998 ·
1999 ·
2000 ·
2001 ·
2002 ·
2003 ·
2004 ·
2005 ·
2006 ·
2007 ·
2008 ·
2009 ·
2010 ·
2011 · 
2012 · 
2013 ·  
2014 ·  
2015 ·  
2016 ·  
2017